# Blang Miro
Blang Miro is een bestuurslaag in het regentschap Aceh Besar van de provincie Atjeh, Indonesië. Blang Miro telt 254 inwoners (volkstelling 2010).